# Fairfield (Utah)
Fairfield – miasto w Stanach Zjednoczonych, w stanie Utah, w hrabstwie Utah.